# Наволісай
Наувалисай, Наувалісай, Наволісай (узб. Novalisoy, Новалисой; Navolisoy, Наволисой) — гірська річка (сай) в Бостанлицькому районі Ташкентської області. Вважається правою притокою річки Пскем, однак у весняно-літній період фактично впадає в Чарвацьке водосховище, побудоване на річці Чирчик.

## Етимологія назви
Назва річки Наволісай перекладається як «мелодійний сай». Дійсний член Географічного товариства СРСР А. П. Колбінцев пише, що цю назва, ймовірно, дано за дзвінкий шелест, який утворюється від протікання води по кам'янистому руслу, нагадуючи музичний інструмент.

## Загальний опис
Довжина річки становить 17 км, площа басейну — 99,4 км2. Середня висота водозбору вище від селища Сіджак дорівнює 1650 м. Живлення сая переважно снігове, також дощове. В «Національній енциклопедії Узбекистану» повідомляється величина середньорічної витрати води 2,85 м3/с; в роботі В. Є. Чуба наведено величину середньорічної витрати води біля селища Сіджак — 2,99 м3/с. На період від березня до червня припадає 65-70% стоку. Найвища витрата води спостерігалася в травні (6,32 м3/с). За даними спостережень протягом 25 років (1964-1968, 1971, 1973-2000) стік за липень-вересень становить 36,8% від стоку від березня до травня, коефіцієнт мінливості стоку дорівнює 0,258. Вода Наволісая відрізняється прозорістю протягом усього року, включно з водопіллям.

## Течія річки
Наволісай бере початок від джерел на південно-західних схилах Угамського хребта, на висоті близько 3000 м. Річка тече загалом у південно-західному напрямку, однак до гирла західний ухил поступово зникає, на кінцевій ділянці вона набуває вже невеликого ухилу до сходу. Русло сая пролягає в ущелині, яка у верхів'ях утворює скелясті укоси. Наволісай протікає біля підніжжя гори Пардашах. У нижній течії по берегах побудовано дитячий табір та бази відпочинку, є ферма. Перед гирлом перетинається з автодорогою Н-5, для якої зведено єдиний проїзний міст через Наволісай. На устьевом участке ширина плоской поймы 10-15 метров, берега обрывистые, высотой 20-25 метров[джерело не вказане 2390 днів]. 
Наволісай вважається правою притокою річки Пскем. Однак у весняно-літній період до гирла Наволісая безпосередньо підходять води Чарвацького водосховища (зведене на річці Чирчик, вбираючи Пскем і Чаткал). Нижня частина його ущелини утворює невелику затоку водосховища. Точка впадіння розташована на висоті близько 910 м.

## Флора і фауна
Річище Наволісая проходить серед лісів (у верхів'ях) і великих горіхових гаїв (у пониззі). На скелястих ділянках берегів росте дика цибуля. У місцевості Юкорі коклайол («Верхнє зелене пасовисько») поблизу річки трави стоять, не всихаючи протягом усього літнього періоду.
Для долини Наволісая звичними є кеклики, у верхній її частині зустрічається сарна.

## Притоки Наволісая
Згідно з «Національною енциклопедією Узбекистану», Наволісай має п'ять невеликих приток. Найбільшою притокою є Яхаксай, що підходить праворуч, з боку перевалів Яхак і Біркол.

## Археологічні пам'ятки
У 1964 році при впадінні Наволісая у Пскем, на першій надзаплавній терасі, Чарвацький археологічний загін виявив городище, яке отримало назву Наувалітепе. Наувалітепе — невисокий майданчик неправильної форми розмірами 100 × 60 м. На його території виявлено руїни кам'яних будівель, у північно-західному куті - сліди вежі. З заходу і півдня споруди оточував захисний вал висотою 1-2 м і довжиною 145 м. З півночі і сходу захисну функцію забезпечували глибокі ущелини Наволісая і Пскема. У центрі Наувалітепе на валуні висічено контури гірського козла. Зображення тварини має висоту 15 см і довжину 12 см, виконане технікою неглибокого відколу. Підйомного матеріалу не виявлено, а розкопок городища не проводилося.
Відкрито також палеолітичну стоянку Наволісай.